# Trybliographa gerasimovi
Trybliographa gerasimovi is een vliesvleugelig insect uit de familie van de Figitidae. De wetenschappelijke naam van de soort is voor het eerst geldig gepubliceerd in 1926 door Meyer.